# Ângela Vieira
Ângela Regina Vieira (Rio de Janeiro, 3 de março de 1952) é uma atriz, bailarina e coreógrafa brasileira. Ela iniciou sua carreira profissional como bailarina no renomado  Theatro Municipal do Rio de Janeiro, no entanto ficou conhecida por seus trabalhos como atriz na televisão e no teatro, onde se consolidou. Vieira é ganhadora de vários prêmios, incluindo um APCA e dois Prêmios Qualidade Brasil.
Após iniciar uma carreira como bailarina profissional no renomado Theatro Municipal do Rio de Janeiro, Vieira começou a frequentar o meio artístico que lhe abriu portas para atuar como atriz no teatro. Em 1978, ela apareceu no elenco do espetáculo Chapeuzinho Quase Vermelho. Ângela fez sua estreia na televisão no mesmo período no humorístico Planeta dos Homens (1978), da TV Globo. Esteve ainda em destaque na linha de shows da TV Globo no elenco dos programas Viva o Gordo e Chico Anysio Show (1982–86). Frequentou grupos teatrais onde amadureceu como atriz, sendo dirigida por grandes nomes do teatro. Ela também atuou como coreógrafa em importantes espetáculos, como Astrofolias (1985) e São Pedro (1988).
Ângela fez sua estreia nas telenovelas, onde se consagrou, em Corpo Santo (1987), na TV Manchete, recebendo o Troféu APCA de Melhor Atriz Coadjuvante. Ela ficou mais conhecida ao protagonizar ao lado de Betty Faria a telenovela A Idade da Loba (1995), da Band. Vieira progrediu sua carreira na televisão em papéis importantes nas novelas Anjo de Mim (1996) e O Fim do Mundo (1996). Destacou-se em Por Amor (1997) como Virgínia, a irmã da protagonista, e Meu Bem Querer (1998) como a cobiçada Ava Maria, uma das protagonistas. Recebeu o Prêmio Qualidade Brasil duas vezes pelo papel da grande vilã Janete em Terra Nostra (1999) e da imponente Esmeralda em Coração de Estudante (2003). 
Em 2003, fez sua estreia no cinema no filme de comédia Viva Sapato, sob a direção de Luiz Carlos Lacerda. Atuou em filmes de grande repercussão, como na comédia Gatão de Meia Idade (2006), a cinebiografia Zuzu Angel (2006), o filme de ação Segurança Nacional (2010) e na comédia Não se Preocupe, nada Vai Dar Certo! (2011). Nos anos recentes, foi elogiada por suas atuações em Senhora do Destino (2004), Cobras e Lagartos (2006), Flor do Caribe (2013), Em Família (2014), Pega Pega (2017) e Bom Sucesso (2019).

## Carreira

### 1968—89: Primeiros trabalhos, de bailarina à atriz

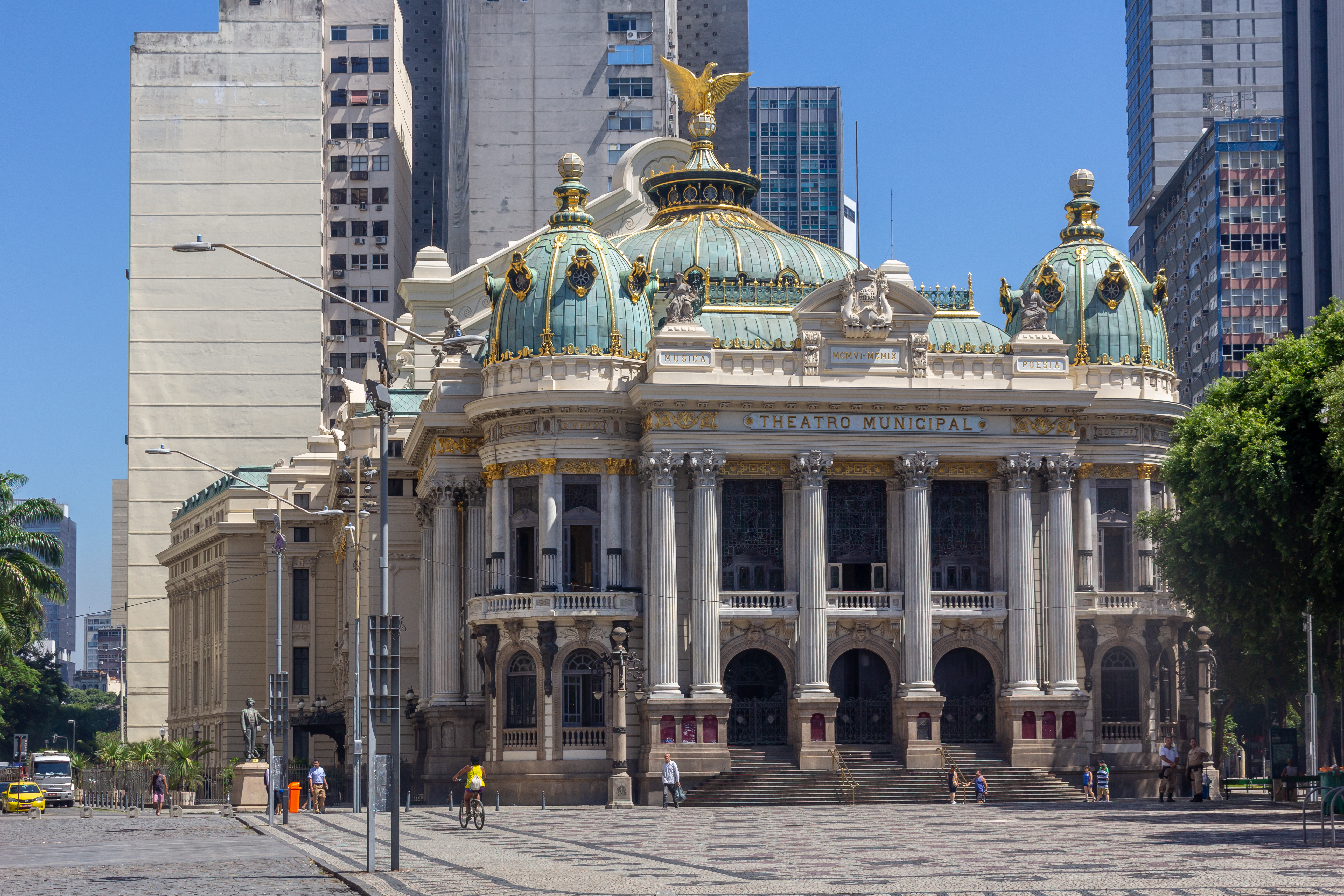
Theatro Municipal do Rio de Janeiro, onde ela começou sua carreira como bailarina.

Em 1968, com apenas 16 anos de idade, Vieira foi aprovada nos testes para se tornar bailarina profissional no disputado e respeitado Theatro Municipal do Rio de Janeiro. Lá, ela se especializou e tornou-se um dos grandes nomes da dança local, atuando como bailarina e coreógrafa. Após dez anos, em 1978, optou por deixar o balé em segundo plano e começou a desenvolver sua carreira como atriz. Neste ano, ela fez sua estreia no programa humorístico Planeta dos Homens, da TV Globo, comandado pelo humorista Agildo Ribeiro, onde atuava em diversos personagens de esquetes de humor.
Vieira permaneceu no elenco da atração por quatro anos, até que em 1982 o programa chegou ao fim e logo ela foi escalada para integrar outro humorístico, dessa vez ao lado de Jô Soares em Viva o Gordo. Ao mesmo tempo, a atriz aparecia nos quadros do Chico Anysio Show, este ao lado de Chico Anysio. Vieira ficou na linha de shows da TV Globo até o ano de 1986 e neste meio tempo participou de algumas produções na emissora.
Em 1983, esteve no elenco de Parabéns pra Você, na TV Globo, minissérie de Bráulio Pedroso, onde fez uma participação como Arlete. Este foi o seu primeiro personagem dramático na televisão. Em seguida, foi convidada para uma atuação no episódio "Mandrake" do Quarta Nobre e esteve na pele de Marilyn Monroe no especial de natal de Os Trapalhões, ainda em 1983. Na TVE Brasil, foi escolhida para o cargo de apresentadora do programa educacional Qualificação Profissional, em 1986.[carece de fontes?]
Em 1987, saiu da linha de shows da TV Globo para seu primeiro trabalho em uma telenovela, transferindo-se para a TV Manchete para atuar em Corpo Santo, novela vencedora do Troféu APCA, considerada como uma "produção cult", cuja proposta era fazer uma “novela reportagem”, focando nos personagens com realismo, mas sem esquecer a mágica da ficção. Sua personagem, Mara, lhe rendeu elogios da críticas e ela foi eleita como Melhor Atriz Coadjuvante no importante prêmio da Associação Paulista de Críticos de Arte. No ano seguinte, entra no elenco de Olho por Olho, novela de José Louzeiro e Wilson Aguiar Filho, ainda na Manchete, no papel de Elisa, mãe adotiva da personagem Marina, interpretada por Maria Padilha.

### 1990—99: Projeção nacional e sucesso nas novelas
Em 1990, fecha com a TV Globo para atuar em sua primeira novela na emissora. Ângela foi escalada para um papel de destaque em Araponga, de Dias Gomes. A novela, exibida às 21:30, foi lançada em ritmo de seriado, com o slogan “Um jeito novo de fazer novela”, e tinha sua trama focada em um detetive atrapalhado, interpretado por Tarcísio Meira. Ela interpretou a ex-esposa do detetive, a bela e sensual Jurema, que não aceita o fim do casamento e o persegue. A passagem pela emissora foi breve, logo em seguida foi contratada novamente pela TV Manchete para atuar na minissérie O Fantasma da Ópera, em 1991, na pele da cantora de ópera Anabela Vasconcellos.
Após um período longe das emissoras de televisão, reapareceu em 1994 para uma participação especial no seriado Confissões de Adolescente, na TV Cultura, atuando como Ângela no episódio "Que Droga!". No ano seguinte, viu sua carreira alçar novos rumos ao estrelar, ao lado de Betty Faria, a novela independente A Idade da Loba, escrita por Alcione Araújo e exibida pela Band TV. Na trama, as atrizes vivem duas melhores amigas que saem de uma pequena cidade do interior para o Rio de Janeiro em busca de realizações profissionais, mas que acabam reencontrando um amor em comum de anos atrás.
Apesar dos baixos índices de audiência de A Idade da Loba, a novela fez com que Ângela fosse vista por sua atuação e destaque e, consequentemente, lhe rendeu maior espaço na televisão. Logo com o fim da novela, a atriz logo foi contratada pela TV Globo. Em 1996, esteve no elenco da novela O Fim do Mundo, de Dias Gomes, como Margarida, fazendo par romântico com José Wilker, que interpretava Tião Socó. Na trama, sua personagem era irmã de Gardênia (Bruna Lombardi), a quem seu marido desejava. Em seguida, foi escalada para a novela das seis Anjo de Mim, novela espírita de Walther Negrão, onde ela desempenhou o papel de Zelinda, irmã da personagem Divina, interpretada por Cláudia Alencar, que são muito amigas na trama. Fez par romântico com o ator Carlos Gregório que interpretava seu marido, Altino, e tinha três filhos de temperamentos opostos.
Em 1997, vive um dos grandes momentos da carreira ao interpretar Virgínia em Por Amor, novela de grande sucesso escrita por Manoel Carlos. Sua personagem é irmã da protagonista Helena, interpretada por Regina Duarte, e casada com Rafael, papel de Odilon Wagner. Ela é uma mulher bonita, charmosa e simpática. Mas, vive em situações complicadas pelo temperamento difícil do filho Rodrigo (Ângelo Paes Leme) e por seu marido esconder um segredo, ele é bissexual e mantém uma relação extraconjugal com outro homem. A novela fez um sucesso de audiência e todos os personagens tinham tramas importantes e grandes conflitos, deixando a atriz em maior evidência no cenário nacional.
Em 1998, foi escalada para um dos papéis centrais de Meu Bem Querer, novela das sete de Ricardo Linhares, como a esfuziante Ava Gardner, filha de Néris (Ary Fontoura) e Yeda (Laura Cardoso). Na trama, que se ambienta em uma típica cidade pequena, sua personagem é desejada por vários homens, mas mantém um caso com o prefeito, Inácio (Nuno Leal Maia). No entanto, ela é amada em segredo por Martinho, interpretado por José Mayer, em respeito à sua amizade com Inácio. Somente com a morte do prefeito que iniciam um romance. Este trabalho tornou-se muito popular, sobretudo pelo romance de sua personagem com o de Mayer, e ela foi alçada a uma das protagonistas da novela.
No ano seguinte, mais uma vez vive um momento de sucesso na carreira ao encarnar a grande vilã Janete Magliano na novela Terra Nostra, escrita por Benedito Ruy Barbosa, que tinha como enredo principal a imigração italiana no Brasil. Sua personagem é uma mulher soberba e cruel, filha de aristocratas brasileiros e casada com o rico italiano Francesco (Raul Cortez). Eles são pais de Marco Antônio (Marcello Antony), que se apaixona pela pobre imigrante italiana Guiliana (Ana Paula Arósio). Janete faz de tudo para impedir o casamento do filho com a italiana por ela ser de origem humilde. Ela é a responsável por raptar o bebê de Guiliana e enviá-lo para adoção para que Marco não assuma o filho bastardo, fazendo com que a pobre moça vá embora em busca de encontrar o filho desaparecido.

### 2000—09: Prosseguimento da carreira
Em 2000, interpreta a ex-vedete Velma na minissérie Aquarela do Brasil, escrita por Lauro César Muniz, que contava a história da escalada de Isa Galvão, interpretada por Maria Fernanda Cândido, como cantora de rádio nos anos 1940. A atriz fez novamente par romântico com Odilon Wagner, que interpretava um dono de rádio e tinham caso de amor velado. Em seguida, dedicou-se à produções de espetáculos e limitou suas atuações na televisão a participações especiais em seriados, como Os Normais e Sai de Baixo. Até que, em 2002, voltou às telenovelas em Coração de Estudante, de Emanuel Jacobina, no papel de destaque Esmeralda, uma mulher imponente e dona de um bar que é o ponto de encontro dos estudantes universitários.
Em 2003, faz sua primeira participação no cinema na comédia Viva Sapato!, uma coprodução entre Brasil e Espanha dirigida por  Luiz Carlos Lacerda, onde ela interpretou a médica Dra. Máxima. Neste ano ainda, foi escalada para a novela Kubanacan, de Carlos Lombardi, onde interpretou a vedete Perla Perón, que trabalha para o Night Club Copacabana. A produção foi marcada por desentendimentos, inclusive a troca de direção, e Ângela não estava satisfeita com os rumos de sua personagem, pedindo para sair da trama. Ela então logo foi escalada para uma personagem na novela das nove Senhora do Destino, que à época estava em pré-produção. Na novela de Aguinaldo Silva, interpretou a cômica socialite Gisela, esposa de Leonardo (Wolf Maya) e mãe de Maria Eduarda (Débora Falabella). Nesta obra, a atriz popularizou seu bordão "Que situação!", frequentemente usado em suas cenas e lembrado na internet em diversos memes. Em 2004, publica o livro Meia Idade Inteira pela Editora Globo e, por conta dele, faz palestras em várias cidades do país.[carece de fontes?]
Em 2005, Ângela fez uma participação no seriado Carga Pesada, estrelado por Antônio Fagundes e Stênio Garcia, no papel da prostituta Rose di Caprio, que mexe com a cabeça dos caminhoneiros no episódio "Muita Areia para o Meu Caminhão". Em 2006, foi convidada para atuar em Cobras e Lagartos, de João Emanuel Carneiro, no papel da trabalhadora e honesta Celina. Na trama, ela é o braço direito de Omar (Francisco Cuoco) em sua empresa, a Luxus. É casada com o desonesto Otaviano (Herson Capri), que a trai com a vilã Milu (Marília Pêra), e tem duas filhas, Letícia (Cleo) e Júlia (Luíza Mariani). Quando descobre as traições do marido, ela envolve-se com Alberto, fazendo mais uma fez par com Odilon Wagner.
Em 2006, esteve no filme de comédia Gatão de Meia Idade, de Antônio Carlos da Fontoura, como Marisa. Também esteve na cinebiografia Zuzu Angel, que conta a história da estilista Zuzu Angel, interpretada por Patrícia Pillar, que teve seu filho torturado e assassinado pela ditadura militar. Vieira interpreta a amiga de Zuzu, Lúcia, que trabalha com ela. Em 2007, faz uma participação especial com Paulo Betti na novela Paraíso Tropical, de Gilberto Braga, onde eles interpretam os pais do personagem Hugo (Marcelo Laham), que é homossexual e tem conflitos com os pais. Além do mais, apareceu no episódio "Tem Menor?" do seriado A Diarista e em alguns capítulos de Malhação, ainda neste ano.
Em 2008, repete parceria com o autor João Emanuel Carneiro em A Favorita, no papel de Arlete, uma secretária de origem simples que trabalha para Gonçalo (Mauro Mendonça). No passado, ela teve um caso com o político Romildo Rosa (Milton Gonçalves) e o abandonou por ele ser corrupto. Ela esconde dele que tiveram um filho, Damião (Malvino Salvador). No desenvolvimento da trama, a atriz não esteve contente com o apagamento de sua personagem, que estava sem destaque no enredo, manifestando intenção de deixar a obra. O autor então passou a desenvolver mais o núcleo da secretária com seu filho ficando paraplégico e o romance com o político.

### 2010—presente: Amadurecimento e trabalhos recentes

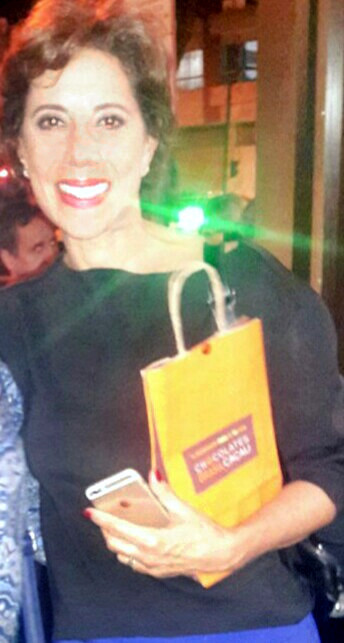
Vieira em 2014.

Em 2010, atua na série policial Na Forma da Lei, que acompanha cinco estudantes de direito anos depois de sua formação, que são marcados pela morte de um de seus amigos durante a graduação. A atriz interpreta Eunice e junto com o personagem de Luís Melo, são pais de Maurício (Márcio Garcia), que foi julgado e absolvido pela morte do estudante. Eles formam um império de crime e corrupção e têm os cinco estudantes como uma pedra no caminho. Neste ano ainda, esteve no filme, também de temática policial, Segurança Nacional, de Roberto Carminati, que tinha como plano de fundo o combate ao terrorismo e as ações de segurança nacional do exército.
Em 2011, volta aos palcos do teatro com a peça O Matador de Santas, sob a direção de Guilherme Leem. A história gira em torno de Jorgina, interpretada por Ângela, uma mulher de meia idade de temperamento ácido, que vive com o marido e a filha em um pequeno apartamento de classe média em uma cidade qualquer. Extravagante e cheia de certezas, ela suspeita que seu vizinho seja um assassino, conhecido como o matador de santas. Ela controla a vida de todos ao seu redor.
Ainda em 2011, novamente faz uma participação especial numa novela de Gilberto Braga, em Insensato Coração, onde interpreta Gisela, uma mulher bem-sucedida que entra na trama para ter um envolvimento com o viúvo Teodoro, personagem de Tarcísio Meira. No mesmo ano, foi escalada para a novela substituta, Fina Estampa, de Aguinaldo Silva, como Mirna Bello, uma atriz que Antenor (Caio Castro) contrata para fingir ser sua mãe e esconder suas origens pobre da família de sua noiva. A atriz faria uma participação no início da trama, mas depois foi convidada a voltar para o elenco agora como fotógrafa de moda.
Ângela foi convidada, em 2013, para interpretar a mãe da protagonista de Flor do Caribe, novela da seis de Walther Negrão. Na trama, interpreta a cabocla Lindaura, casada com Samuel (Juca de Oliveira) e mãe de Ester (Grazi Massafera), de quem é muito amiga. Em 2014, vive um grande momento como a vilã Branca na novela Em Família, de Manoel Carlos. Sua personagem é uma mulher rica e arrogante, que inferniza a vida do ex-marido Ricardo (Herson Capri) para atrapalhar seu romance com Chica (Natália do Vale). A novela não foi sucesso de crítica e público e sua personagem teve momentos bons no início, chegando a cogitar que teria um bom desenvolvimento, mas acabou minguando com o tempo assim como diversos outros na trama.
Em 2015, esteve na novela I Love Paraisópolis, de Alcides Nogueira, no papel de Clarice, uma advogada criminalista que luta para salvar seu casamento com Tomás (Dalton Vigh). Dois anos mais tarde, volta à televisão em uma participação especial na série Brasil a Bordo e no elenco principal da novela Pega Pega, de Cláudia Souto, na pele de Lígia, uma mulher ambiciosa que vive de aparências. Casada com Athaíde (Reginaldo Faria), critica a filha Maria Pia (Mariana Santos) por não estar em forma e constantemente deseja que ela melhore sua aparência. Tem uma paixão por Pedrinho (Marcos Caruso), com quem teve um relacionamento no passado. Falsa amiga de Sabine (Irene Ravache), oculta um ódio profundo pela empresária, o que já a levou a cometer erros irreparáveis, revelando-se a verdadeira vilã da trama.
Em 2016, protagoniza a peça Uma Relação Pornográfica, ao lado de Guilherme Leme, onde interpretam um casal que se conheceram na internet e quando decidem se conhecer pessoalmente a conexão é tão forte que decidem se conter. O texto fala de como as pessoas não têm coragem de se jogar para viver uma verdadeira história de amor. A peça estreou em 2014 com Ana Beatriz Nogueira porque Angela, na época, estava envolvida com as gravações da personagem Branca na novela Em Família na TV Globo. Dois anos depois, ela assumiu o papel. Também esteve na peça Até o Final da Noite (2016). O espetáculo, com texto inédito de Julia Spadaccini, aborda com humor os conflitos de valores entre duas gerações, representadas pelos casais Ana Lucia (Vieira) e Olavo (Isio Ghelman) e Branca (Letícia Canavalle) e Edu (Rogério Garcia). Na trama, Ana Lucia enfrenta a 'síndrome do ninho vazio' após a partida de seu filho para trabalhar em outro país, lutando para redescobrir seu lugar no mundo.
Em 2019, é convidada para atua em Bom Sucesso, novela de Rosane Svartman e Paulo Halm, como Vera Werneck. Mãe de Eugênia (Helena Fernandes), é uma mulher culta e elegante, distinta da filha, e demonstra simpatia e carinho com os que estão próximos. Retorna ao Brasil com o objetivo de se reintegrar ao mercado de trabalho e reata uma antiga amizade com Alberto (Antônio Fagundes), acabando por se envolver com ele. Em 2021, durante a pandemia, apresentou-se em uma peça de teatro virtual, Dez por Dez, adaptado do texto de Guilherme Leme e Gustavo Leme, que aborda a complexidade da natureza humana em diferentes etapas da vida, apresentando em episódios de dez minutos.
Em 2022, na Netflix, interpreta Joana na série Maldivas. Sua personagem é a avó de Liz (Bruna Marquezine) que esconde grandes segredos e tem sede de vingança contra Leia (Vanessa Gerbelli), após o seu filho ser morto. Em seguida, fez uma participação especial na novela Além da Ilusão. Na trama, ao ser preso, Tenório (Jayme Matarazzo) pediu a ajuda da mãe, Lisiê (personagem de Angela Vieira), para conseguir sua libertação. Determinada a ajudar o filho a recuperar a liberdade, a matriarca decidiu ir à cidade.

## Vida pessoal
Ângela sempre foi muito discreta quanto a sua vida pessoal. A atriz nunca esteve envolvida em polêmicas ou situações que colocassem sua vida privada exposta à mídia. Foi casada por 14 anos com o também ator Roberto Frota, de 1983 a 1997, com quem teve uma filha, Nina Frota, nascida em 1984. Após a separação do casal, ficou cinco anos solteira. Em 2004, casou-se novamente, com o jornalista Miguel Paiva.

## Teatro
| Ano     | Título                                 | Personagem         | Nota(s)                                                         |
| ------- | -------------------------------------- | ------------------ | --------------------------------------------------------------- |
| 1978    | Chapeuzinho Quase Vermelho             |                    |                                                                 |
| 1980–81 | A História é uma História              |                    |                                                                 |
| 1982    | A Nova Era                             |                    |                                                                 |
| 1982    | O Parto da Búfala                      |                    |                                                                 |
| 1984    | Encouraçado Botequim                   |                    |                                                                 |
| 1985    | Astrofolias                            | -                  | Como coreógrafa                                                 |
| 1985    | Zabadan                                | -                  | Como coreógrafa                                                 |
| 1985    | Um Beijo, um Abraço e um Aperto de Mão |                    |                                                                 |
| 1986    | O Peru                                 |                    |                                                                 |
| 1987    | Camas Redondas, Casais Quadrados       |                    |                                                                 |
| 1988–93 | São Pedro                              |                    | Como coreógrafa                                                 |
| 1989    | Cem Anos da República                  |                    | Como coreógrafa                                                 |
| 1989    | Tem um Psicanalista na nossa Cama      |                    |                                                                 |
| 1990    | Somente entre Nós                      |                    |                                                                 |
| 1991    | Ato Cultural                           |                    |                                                                 |
| 1992–93 | Se Eu Fosse Você                       |                    | Também como produtora                                           |
| 1994    | Meus Prezados Canalhas                 |                    |                                                                 |
| 1997–98 | Salve Amizade                          |                    |                                                                 |
| 1998    | João de Todos os Sambas                | Vários personagens |                                                                 |
| 2002    | Divina Saudade                         |                    |                                                                 |
| 2002    | Mania de Vocês                         |                    |                                                                 |
| 2004    | A Presença de Guedes                   | Irene              |                                                                 |
| 2009    | Coral HSBC                             |                    | Atriz convidada para a apresentação de final de ano em Curitiba |
| 2009    | Love Letters                           |                    |                                                                 |
| 2011    | O Matador de Santas                    | Jorgina            |                                                                 |
| 2015    | Santa                                  |                    |                                                                 |
| 2016    | Até o Final da Noite                   | Ana Lucia          |                                                                 |
| 2018    | Uma Relação Pornográfica               | Mulher             |                                                                 |
| 2021    | Dez por Dez                            | Mulher de 60 anos  |                                                                 |

## Filmografia

### Televisão
| Ano     | Obra                      | Personagem                          | Notas                                       |
| ------- | ------------------------- | ----------------------------------- | ------------------------------------------- |
| 1978    | Aulas de Dança            | Apresentadora                       |                                             |
| 1978–82 | Planeta dos Homens        | Várias personagens                  |                                             |
| 1982–86 | Viva o Gordo              | Várias personagens                  |                                             |
| 1982–86 | Chico Anysio Show         | Várias personagens                  |                                             |
| 1983    | Parabéns pra Você         | Arlete                              |                                             |
| 1983    | Quarta Nobre              | Louise                              | Episódio: "Mandrake"                        |
| 1983    | Os Trapalhões             | Marilyn Monroe                      | Episódio: "Especial de Natal"               |
| 1984    | Caso Verdade              | Constância                          | Episódio: "Esperança"                       |
| 1986    | Qualificação Profissional | Apresentadora                       |                                             |
| 1987    | Corpo Santo               | Mara                                |                                             |
| 1988    | Olho por Olho             | Elisa Cavalcante                    |                                             |
| 1990    | Araponga                  | Jurema Santiago                     |                                             |
| 1991    | O Fantasma da Ópera       | Anabela Vasconcellos                |                                             |
| 1994    | Confissões de Adolescente | Angela                              | Episódio: "Que Droga!"                      |
| 1995    | A Idade da Loba           | Irene                               |                                             |
| 1996    | O Fim do Mundo            | Margarida Socó                      |                                             |
| 1996    | Anjo de Mim               | Zelinda Gonçalves                   |                                             |
| 1997    | Você Decide               | Ana                                 | Episódio: "O Desfalque"                     |
| 1997    | Por Amor                  | Virgínia Viana Fontes               |                                             |
| 1998    | Meu Bem Querer            | Ava Maria Gardner Ferreira de Souza |                                             |
| 1999    | Você Decide               | Clarice                             | Episódio: "Amor em Pedaços"                 |
| 1999    | Terra Nostra              | Janete Magliano                     |                                             |
| 2000    | Aquarela do Brasil        | Velma                               |                                             |
| 2001    | Os Normais                | Loreta                              | Episódio: "Desesperar é Normal"             |
| 2001    | Brava Gente               | Antônia                             | Episódio: "A Prosopopéia de Bento Teixeira" |
| 2001    | Sai de Baixo              | Regina                              | Episódio: "Se Correr o Bicho Pega"          |
| 2002    | Coração de Estudante      | Esmeralda Camargo                   |                                             |
| 2003    | Kubanacan                 | Perla Perón                         |                                             |
| 2004    | Senhora do Destino        | Gisela Correia de Andrade e Couto   |                                             |
| 2005    | Carga Pesada              | Rose di Caprio                      | Episódio: "Muita Areia para o Meu Caminhão" |
| 2006    | Cobras & Lagartos         | Celina Gonçalves                    |                                             |
| 2007    | A Diarista                | Lucila                              | Episódio: "Tem Menor?"                      |
| 2007    | Paraíso Tropical          | Cleonice                            | Episódios: "26 de março – 12 de abril"      |
| 2007    | Malhação                  | Diva Junqueira                      | Episódio: "15 de outubro"                   |
| 2008    | A Favorita                | Arlete Salvador                     |                                             |
| 2009    | Cinquentinha              | Leila Fratelli                      |                                             |
| 2010    | Na Forma da Lei           | Eunice Veigas (Nice)                |                                             |
| 2011    | Insensato Coração         | Gisela                              | Episódios: "9 de março – 12 de abril"       |
| 2011    | Fina Estampa              | Mirna Bello / Gisela Pereira        | Episódios: "26 de agosto – 13 de setembro"  |
| 2013    | Flor do Caribe            | Lindaura Schnaider                  |                                             |
| 2014    | Em Família                | Branca Dutra                        |                                             |
| 2015    | I Love Paraisópolis       | Clarice Bezzera                     |                                             |
| 2017    | Brasil a Bordo            | Cinquentona Livre Quer Dar          | Episódio: "1"                               |
| 2017    | Pega Pega                 | Lígia Camargo Neves e Silva         |                                             |
| 2019    | Bom Sucesso               | Vera Werneck                        |                                             |
| 2022    | Maldivas                  | Joana Lobato                        |                                             |
| 2022    | Além da Ilusão            | Lisiê Marques                       | Episódios: "19 de julho – 19 de agosto"     |

### Cinema
| Ano  | Título                               | Papel            |
| ---- | ------------------------------------ | ---------------- |
| 2003 | Viva Sapato!                         | Dra. Máxima      |
| 2006 | Gatão de Meia Idade                  | Marisa Delmar    |
| 2006 | Zuzu Angel                           | Lúcia            |
| 2010 | Segurança Nacional                   | Glória           |
| 2010 | Perdido e Achado                     | Mulher no ônibus |
| 2011 | Não se Preocupe, nada Vai Dar Certo! | Carol Gomide     |
| 2016 | A Finada Mãe da Madame               | Ivone            |
| 2016 | Silêncio no Estúdio                  | Edna Savaget     |

## Prêmios e indicações
| Ano  | Associações                       | Categoria                                                  | Nomeações            | Resultado | Ref(s) |
| ---- | --------------------------------- | ---------------------------------------------------------- | -------------------- | --------- | ------ |
| 1987 | Prêmio APCA de Televisão          | Melhor Atriz Coadjuvante — Televisão                       | Corpo Santo          | Venceu    | [ 48 ] |
| 1998 | Prêmio Master - Jornal dos Clubes | Melhor Atriz Coadjuvante                                   | Por Amor             | Venceu    | [ 49 ] |
| 1999 | Prêmio Master - Jornal dos Clubes | Melhor Atriz                                               | Meu Bem Querer       | Venceu    | [ 49 ] |
| 1999 | Prêmio TV Press                   | Melhor Atriz Coadjuvante em Televisão                      | Terra Nostra         | Venceu    | [ 50 ] |
| 1999 | Prêmio Qualidade Brasil           | Televisão: Melhor Atriz Coadjuvante de Telenovela          | Terra Nostra         | Venceu    | [ 51 ] |
| 2000 | Troféu Super Cap de Ouro          | Melhor Atriz                                               | Terra Nostra         | Venceu    | [ 52 ] |
| 2002 | Prêmio Qualidade Brasil           | Televisão: Melhor Atriz Coadjuvante de Telenovela          | Coração de Estudante | Venceu    | [ 51 ] |
| 2003 | Prêmio Contigo! de TV             | Melhor Atriz Coadjuvante de Novela ou Série                | Coração de Estudante | Indicada  | [ 53 ] |
| 2005 | Troféu Super Cap de Ouro          | Melhor Atriz                                               | Senhora do Destino   | Venceu    | [ 52 ] |
| 2010 | Prêmio Qualidade Brasil           | Televisão: Melhor Atriz Coadjuvante de Série ou Minissérie | Na Forma da Lei      | Indicada  |        |